# 소먹이놀이
소먹이놀이는 세시풍속의 민속놀이의 하나이다. 소먹이놀이는 음력 정월 대보름과 추석날 저녁에 농민들이 하는 놀이이다. 해서(海西) 및 기호(畿湖)지방의 농촌에서 주로 많이 하는데 그 뜻은 농사일에 있어 소의 노고(勞苦)를 위로하고 그 해의 농사가 풍년이 되기를 기원하는 데 있다.
농민 두 사람이 궁둥이를 서로 마주대어 엎드리고 그 위에 멍석을 덮어씌운다. 앞이 되는 한 사람은 두 개의 막대기를 양손에 각각 한 개씩 위로 들고 또 한 사람은 한 개의 기다란 막대기를 아래로 내리들어, 마치 소뿔과 꼬리같이 하여 소의 걸음처럼 엉금엉금 걸으며, 한 사람의 소모는 이에 의해 끌려간다. 그 뒤에는 일단을 지은 무리들이 농악대와 같이 마을의 여러 집을 돌아다닌다.
집으로 들어갈 때는 소모는 이가 맨 앞에 서서 "이웃집 소가 배가 고파서 왔습니다. 짚여물과 입쌀 뜨물을 어서 좀 주시오" 하고 소의 울음소리를 내면, 그 집주인은 그 사람소와 일단을 대문 앞으로 맞아들여 술과 여러 가지 명절 음식을 내어 대접한다. 이렇게 하면서 밤이 으슥할 때까지 마을의 여러 집을 돌아다니면서 노는 것이다. 지방에 따라서는 소를 종이와 베로 만들어 놀기도 한다.